# Nobody
Спецпідрозділ «NOBODY» — загін спеціальних дій у складі Головного Управління Розвідки МО України, який виконує диверсійні, розвідувальні та бойові задачі на території України та за її межами.

## Історія
На початку повномасштабного вторгнення підрозділ брав участь в боях за Київ. 
У 2022 році підрозділ, разом з іншими підпрозділами ГУР МО, звільнив острів Зміїний. 
У вересні 2023 року Розвідники групи "Nobody" провели тренування у складі підрозділу Тимура ГУР МО.
11 вересня 2024 року підрозділ Nobody, разом з іншими підпрозділами ГУР МО, здійснили рейд біля узбережжя Криму. 